# Bad Wolf
Bad Wolf Ltd. — компания по производству телесериалов, основанная в 2015 году Джули Гарднер и Джейн Трантер, со штаб-квартирой в Кардиффе (Уэльс, Великобритания). Компания ответственна за такие телесериалы, как «Однажды ночью», «Бетгеллерт», «Открытие ведьм», «Тёмные начала» и «Доктор Кто» (с 2023 года).

## История
Компани основана в 2015 году бывшими исполнительными продюсерами Би-би-си Джули Гарднер и Джейн Трантер после их ухода из BBC Worldwide. Во время их работы в Би-би-си они сотрудничали с Расселом Ти Дейвисом над перезапуском телесериала «Доктор Кто» в 2005 году, который снимался в Уэльсе. Имя компании взято из сюжетной линии первого сезона. В 2015 году компания подписала с HBO договор с правом первоочерёдного приобретения.
В 2017 году компания открыла новую кинотелестудию в Кардиффе под названием «Wolf Studios Wales». В тот же год первый продукт компании, телесериал «Однажды ночью», получил тринадцать номинаций премии «Эмми», из которых выиграл пять. Позже в том же году они получили инвестиции от британского медиаконгломерата Sky Group и американской сети HBO в обмен на миноритарные пакеты акций компании.
Первую серию телесериала компании «Тёмные начала», адаптации одноимённой серии книг, посмотрело примерно 7 млн зрителей. Это был самый большой дебют для британского телесериала за последние пять лет.
В апреле 2020 года было объявлено, что Bad Wolf начал работу над телесериалом «Я ненавижу Сьюзи» с Билли Пайпер в главной роли, которую ранее Гарднер и Дейвис выбрали на роль Розы Тайлер в первом сезоне (2005) сериала «Доктор Кто».
В сентябре 2021 года компания BBC Studios объявила, что Bad Wolf станет сопродюсером телесериала «Доктор Кто», начиная со спецвыпусков 2023 года, после ухода шоураннера в течение 2017—2022 годов Криса Чибнелла. Дейвис вернулся на пост шоураннера, которым он был с 2005 по 2010 год, а Гарднер и Трантер стали исполнительными продюсерами сериала.
В октябре 2021 года было объявлено, что компания Sony Pictures Television приобретёт большинство в компании Bad Wolf и остальную часть акций от HBO и Sky в декабре того же года. Договор привлёк в компанию нового управляющего, Наташу Хейл, и закрепил долгосрочное партнёрство с целью создания новой продукции и продвижения Кардиффа в сфере развлечения.

## Телесериалы
| Год        | Название                    | Создател(и)                              | Дистрибьютор(ы)                                                             |
| ---------- | --------------------------- | ---------------------------------------- | --------------------------------------------------------------------------- |
| 2016       | «Однажды ночью»             | Стивен Заиллян Ричард Прайс              | BBC Worldwide Productions                                                   |
| 2017       | «Бетгеллерт»                | Медени Гриффитс                          | BBC Worldwide Productions                                                   |
| 2018—2022  | «Открытие ведьм»            | Дебора Харкнесс                          | Sky Vision (сезон 1) NBCUniversal International Distribution (сезоны 2 и 3) |
| 2019—2022  | «Тёмные начала»             | Филип Пулман                             | BBC Studios HBO                                                             |
| 2020—н. в. | «Индустрия»                 | Конрад Кей Микки Даун                    | BBC Studios HBO                                                             |
| 2020—2022  | «Я ненавижу Сьюзи»          | Люси Преббл Билли Пайпер                 | NBCUniversal International Distribution                                     |
| 2023       | «Зимний король»             | Кейт Брук Эд Уитмор                      | Sony Pictures Television                                                    |
| 2023—н. в. | «Доктор Кто»                | Cидни Ньюман С. Э. Уэббер Дональд Уилсон | BBC Studios Disney+                                                         |
| 2023—2024  | «Истории из ТАРДИС»         | Расселл Ти Дейвис                        | BBC Studios                                                                 |
| 2024—н. в. | «Ночной рейс»               | Питер Э. Даулинг Ян Цзинъань             | Sony Pictures Television                                                    |
| 2024       | «Женщина в озере»           | Лаура Липпман                            | Apple TV+                                                                   |
| 2025—н. в. | «Крутые девчонки»           | Полли Стэнэм Алекс Уоррен                | Sony Pictures Television                                                    |
| 2025       | «Война между сушей и морем» | Расселл Ти Дейвис                        | BBC Studios Disney+                                                         |
|            | «Coming Undone»             | Терри Уайт                               | Netflix                                                                     |